# Пуртале, Эрман де
Эрман Александр де Пуртале (фр. Hermann Alexandre de Pourtalès; 31 марта 1847, Невшатель — 28 ноября 1904, Женева) — граф, швейцарский яхтсмен, чемпион и серебряный призёр летних Олимпийских игр 1900.
Принадлежал к семье, которой в 1815 году прусским королём (который в то время был также князем Невшателя) был дарован графский титул. Кроме швейцарского, имел и немецкий паспорт.
На Играх вместе со своими племянником Бернаром де Пуртале и женой Элен де Пуртале на яхте Lérina участвовал в двух гонках для яхт водоизмещением от 1 до 2 тонн. В первой гонке семейный экипаж де Пуртале занял первое место, а во второй получил серебряную медаль.
Экипаж участвовал также в гонках в открытом классе, но не смог там финишировать.
Сын Эрмана и Элен де Пуртале — писатель Ги де Пуртале.